# Lernaeocera esocina
Lernaeocera esocina is een eenoogkreeftjessoort uit de familie van de Pennellidae. De wetenschappelijke naam van de soort is voor het eerst geldig gepubliceerd in 1783 door Hermann.